# Дворко Генріх Федорович
Дворко Генріх Федорович (23 квітня 1931, с. Криве — † 7 липня 2012, Київ) — український вчений-хімік, громадський діяч, публіцист, шістдесятник.
Доктор хімічних наук (1966).
У 1960-1980-х роках — учасник українського правозахисного руху; причетний до поширення самвидаву. Організатор літнього відпочинку опозиційно налаштованої молодої української інтелігенції на Прип'яті. Допомагав родинам репресованих.
Через правозахисну діяльність втратив роботу в Академії наук УРСР.
Створив в галузевому Інституті нафтохімії власну наукову лабораторію. Згодом 20 років працював в Інституті хлорної промисловості (відкриття вердазильного методу дослідження механізмів органічних реакцій).
Близький друг і свояк Василя Стуса (син В.Стуса, Дмитро, одружений з донькою Дворка, Оксаною). Був другом Івана та Надії Світличних, Михайлини Коцюбинської, Євгена Сверстюка, Алли Горської, Галини Севрук, Ярослава Дзири, Георгія Бачинського, Елеонори Соловей, Василя Гончарика, Івана Калениченка, багатьох інших шістдесятників.
Виступав із публіцистичними статтями.
1990 — один із засновників Демократичної партії України.